# Galinthias
Galinthias är ett släkte av bönsyrsor. Galinthias ingår i familjen Hymenopodidae.
Kladogram enligt Catalogue of Life:
| Galinthias | \| \| Galinthias amoena \| \| \| \| \| \| Galinthias meruensis \| \| \| \| \| \| Galinthias occidentalis \| \| \| \| |
|            | \| \| Galinthias amoena \| \| \| \| \| \| Galinthias meruensis \| \| \| \| \| \| Galinthias occidentalis \| \| \| \| |
|            | Galinthias amoena |
|            | |
|            | Galinthias meruensis                                                                                                 |
|            | |
|            | Galinthias occidentalis                                                                                              |
|            | |